# كانكون
كانكون (Cancún) هي مدينة ساحلية تقع في الشمال الشرقي لولاية كوينتانا رو في المكسيك، تحولت من جزيرة صيادي سمك تحيطهم غابات عذراء وشواطئ غير معروفة إلى أشهر المناطق السياحية في المكسيك.
تنقسم كانكون إلى جزئين رئيسيين هما وسط المدينة ومنطقة الفنادق. وقد تم تأسيس ما يسمى بمنطقة الفنادق عام 1971م وتقع على جزيرة بين بحيرة كبيرة وبحر الكاريبي.
في الجزيرة مواقع اثرية لشعوب المايا، شيشن إتزا (تشيتشن إيتزا) والتي اختيرت أخيرا كإحدى عجائب الدنيا الجديدة، ولعل أهمها اهرامات كوكولكان التي تتكون من 365 درجة وحوالي 52 عتبة و18 مدخلا.
تتمتع بمناخ شبه استوائي طوال العام ودرجات الحرارة بالمتوسط تتراوح في حدود 30 درجة.

## السياحة
يصل المدينة أربعة ملايين من الزوار كل عام بمتوسط 190 رحلة يوميا. تشمل المدينة على 140 فندق، 24,000 غرفة وأكثر من 380 مطعم.

## توأمة
لكانكون اتفاقيات توأمة مع كل من:
- ميامي
- كومبتون
- مار دل بلاتا [13]
- تيميشوارا
- غراناديا دي أبونا [13]
- مدينة بويبلا [13]
- كيكانو
- إيبيزا
- ويتشيتا [13]
- هانغتشو [13]
- أنتيغوا غواتيمالا [13]
- فاراديرو
- ميشن [13]
- أوخاكا [13]
- فار [13]
- بونتا دل إيستي [13]
- Tlaquepaque [الإنجليزية]‏ [13]
- سانيا [13]
- تاكسكو [الإنجليزية]‏ [13]
- تيخوانا [13]
- Valle de Bravo [الإنجليزية]‏ [13]

## أعلام
- روبرتو غوميز بولانوس
- هيكتور رودريغيز
- دانيال أرييولا
- كارلوس فيلا
- رودولفو لوبيز
- إنريكي فرنانديز برادو
- تشارلي كينتانا
- ماثيو ميلون
- إريس مورا
- ميجيل صباح

## وصلات خارجية
- بلدية كانكون